# Thronfolge (Liechtenstein)
Die Erb- und Thronfolge des Fürstentums Liechtenstein wurde 1606 durch Familienvertrag geregelt. Nach diesem Vertrag gilt die patrilineare (agnatische) Primogenitur-Erbfolge (Erstgeburtsrecht), d. h. Frauen sind gänzlich von der Erbfolge ausgeschlossen und der jeweils männliche Erstgeborene der ältesten Linie ist Thronfolger. Bei dieser Erbfolge werden der Stammbesitz des Hauses und weitere Vorrechte (u. a. der Titel, das Hausarchiv und die Sammlungen) an ihn vererbt (Salisches Recht). Der erstgeborene Sohn des regierenden Fürsten erwirbt durch seine Geburt für sich und seine männlichen Nachkommen das Nachfolgerecht.
Nach diversen Ergänzungen des Familienvertrages erfolgte 1993 die Zusammenfassung der Hausgesetze in einem neuen einheitlichen Gesetz, dem «Hausgesetz des Fürstlichen Hauses Liechtenstein vom 26. Oktober 1993».

## Die Thronfolge von Liechtenstein
Alois von und zu Liechtenstein → Franz Josef II. → Hans-Adam II.
1. Erbprinz Alois (geb. 1968, seit 2004 Stellvertreter des Fürsten)
2. 00 Prinz Joseph Wenzel (geb. 1995)
3. 00 Prinz Georg (geb. 1999)
4. 00 Prinz Nikolaus (geb. 2000)
5. Prinz Maximilian (geb. 1969)
6. 00 Prinz Alfons (geb. 2001)
 (†) Prinz Constantin (1972–2023)
7. 00 Prinz Moritz (geb. 2003)
8. 00 Prinz Benedikt (geb. 2008)
 Alfred von und zu Liechtenstein → Alois von und zu Liechtenstein → Franz Josef II.
9. Prinz Philipp (geb. 1946)
10. 00 Prinz Alexander (geb. 1972)
11. 00 Prinz Wenzeslaus (geb. 1974)
12. 00 Prinz Rudolf (geb. 1975)
13. 0000 Prinz Karl Ludwig (geb. 2016)
14. Prinz Nikolaus (geb. 1947)
15. 00 Prinz Josef-Emanuel (geb. 1989)
16. 0000 Prinz Leopold (geb. 2023)

Auf den nächsten Plätzen folgt die weitere Nachkommenschaft von Johann I. Josef, dem ersten souveränen Fürsten von Liechtenstein. Dazu gehört u. a. auch
Prinz Stefan (geb. 1961), ein Sohn von Alexander von und zu Liechtenstein (1929–2012) und Nachfahre von Eduard Franz von Liechtenstein (1809–1864).